# Debate historiográfico sobre a Revolução Francesa

### Participação política feminina na Revolução Francesa
A participação política feminina é muito presente no debate historiográfico sobre a Revolução Francesa, uma vez que neste momento, as mulheres conseguiram uma abertura para expressão de seus pensamentos. Ainda que tenha ocorrido repressão por parte da população francesa da época, especialmente da camada mais conservadora, ocorreu também espaço para o envolvimento feminino. O marco foi a Marcha para Versalhes em 5 de outubro de 1789, momento em que as mulheres marcharam em busca de melhorias para a subsistência de suas famílias. 
A historiadora Tania Machado Morin observa esta participação política pela ótica do chamado “discurso de abertura”, que busca olhar além de um único ponto de vista - o da repressão sofrida - e ver a Revolução como uma brecha em que se tornaram possíveis diversos acontecimentos. Essa percepção é influenciada pela historiadora Lynn Hunt, que compartilha desse pensamento e contempla o espaço adquirido, mesmo quando os homens revolucionários negaram maior participação feminina, pois pela primeira vez tiveram que justificar essa negação.

### O debate entre Paine e Burke
Um dos primeiros debates sobre a revolução francesa e os seus efeitos foi entre os britânicos Thomas Paine e Edmund Burke, que escreviam sobre a revolução enquanto ela ainda ocorria. Enquanto Burke defendia a abordagem da reforma lenta e incremental, baseada na prescrição gradual, Paine argumentava apaixonadamente por uma mudança radical, um reinício a partir do novo entendimento da natureza e dos princípios da justiça e da sociedade. 
Mesmo em meio às dificuldades enfrentadas durante a Revolução Francesa, Paine permaneceu firme em seus princípios. Ele defendia que as falhas ocorridas durante a revolução eram decorrentes da falta de aplicação adequada dos princípios fundamentais, e não de problemas inerentes a eles. Enquanto isso, Burke temia que a agitação política pudesse desencadear o fanatismo e, consequentemente, uma tirania de multidões indisciplinadas, colocando em risco a estabilidade social e a própria estrutura da sociedade.
Em suma, o debate entre Thomas Paine e Edmund Burke sobre a Revolução Francesa permanece relevante nos dias atuais. Suas perspectivas opostas sobre a abordagem política para a mudança social continuam a inspirar análises e reflexões sobre os desafios de buscar transformações significativas em meio à busca por estabilidade e coesão social. Enquanto novas produções intelectuais alimentam esse debate, a discussão entre Paine e Burke continua a enriquecer nossa compreensão sobre os dilemas políticos e sociais.
1. ↑  MORIN, TANIA MACHADO (2013). VIRTUOSAS E PERIGOSAS: AS MULHERES NA REVOLUÇÃO FRANCESA. SÃO PAULO: ALAMEDA. p. 29
2. ↑  Hunt, Lynn (2003).  Lapied, Martine; Peyrard, Christine, eds. «L'histoire des femmes : accomplissements et ouvertures». Presses universitaires de Provence (em francês): 281–292. ISBN 978-2-85399-548-1. doi:10.4000/books.pup.5779. Consultado em 29 de julho de 2023
3. ↑  Levin, Yuval (2017). O grande debate: Edmund Burke, Thomas Paine e o nascimento da esquerda e da direita. Rio de Janeiro: Record. pp. 160–163
4. ↑  Levin, Yuval (2017). O grande debate: Edmund Burke, Thomas Paine e o nascimento da esquerda e da direita. Rio de Janeiro: Record. p. 173